# الأنصار (بعلبك)
الأنصار إحدى القرى اللبنانية من قرى قضاء بعلبك في محافظة بعلبك الهرمل.
تقع بالقرب من بلدة دورس